# Carrer del Pou Rodó (Girona)
El Carrer del Pou Rodó és un carrer del municipi de Girona. Forma part de l'Inventari del Patrimoni Arquitectònic de Catalunya en el seu conjunt.

## Descripció
Comença arran de l'escalinata del temple de l'Església de Sant Feliu de Girona, fa un colze i travessant el carrer de la Barca, acaba el carrer de Bell-aire ran la plataforma del Galligants. És un carrer estret i tortuós amb paviment de pedra irregular. A la cruïlla d'aquest carrer amb el de la Barca hi ha un pont amb arcada que uneix dues cases i al capdamunt hi ha una finestra amb llinda decorada que data del segle xvii.

## Història
Marquès pressuposa que hi havia un pou en aquest indret que ha donat nom al carrer, però avui no en queda cap rastre. La seva situació i la depressió del sòl del carrer l'ha fet durant els anys molt propens a les inundacions. A l'extrem que toca el carrer del Bell-Aire, davant el perill de la crescuda del Galligants, s'aparedava l'entrada del carrer. L'any 1635 hi havia dues cases que pertanyien al sagristà major de Sant Feliu i es va demanar llicència per unir-les per mitjà d'un pont.